# Maurice Dreyfous
Pour les articles homonymes, voir Dreyfous.
Maurice Dreyfous (né à Paris le 9 mars 1843 et mort dans la même ville le 5 janvier 1918) est un journaliste, historien et éditeur français.

## Biographie

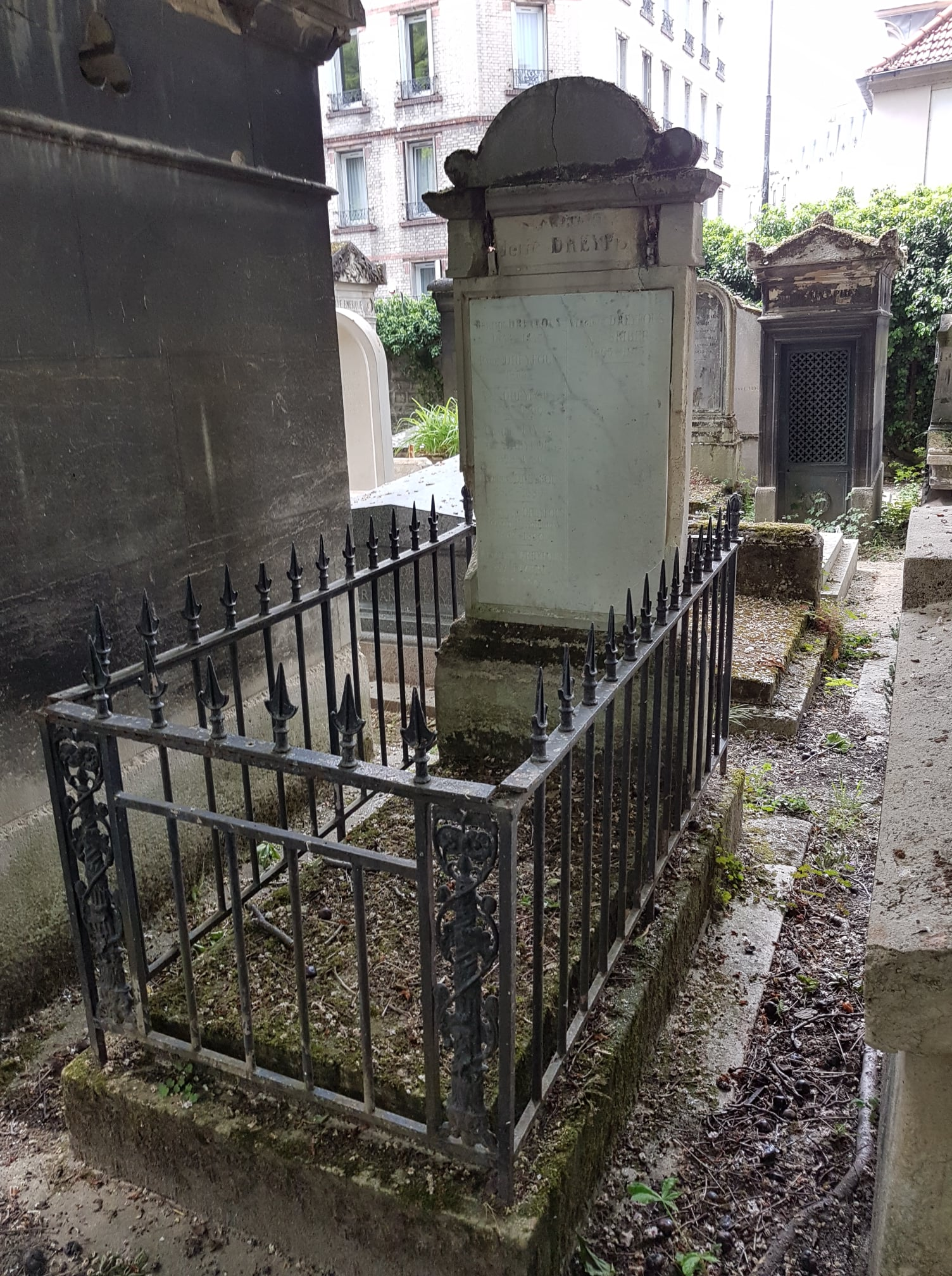
Sépulture au cimetière du Père-Lachaise.

Maximilien Maurice Dreyfous est le fils de Mayer Dreyfous, négociant en farines, et d'Hortense Lecerf.
Il épouse Joséphine Bella Louise Mantoux à Paris le 27 mars 1873. En 1875, ses amis André Theuriet et Ernest d'Hervilly sont témoins, pour l'état-civil, de la naissance de son premier fils Charles Théophile Dreyfous.
En 1875, il s'associe à Georges Decaux et Désiré-Armand Montgredien (1853-?) pour fonder La Librairie illustrée, où il lance en 1877 le Journal des voyages. L'année suivante, il ouvre un local, La Librairie M. Dreyfous, au 13 rue du Faubourg-Montmartre, servant d'antenne au Journal des voyages et à un nouveau périodique, L'Exposition de Paris, publié d'avril à décembre, en lien avec l'Exposition universelle de Paris.
Il meurt à son domicile parisien de la rue des Beaux-Arts le 5 janvier 1918. Il est inhumé au cimetière du Père-Lachaise (7e division).

## Publication
En tant qu'auteur
- Les trois Carnot. Histoire de cent ans (1789-1888), Paris, M. Dreyfous, [1888].
- Dalou, sa vie et son œuvre, Paris, Éditions Henri Laurens, 1903.

- Prix Charles-Blanc de l'Académie française.
- Les Femmes de la Révolution française (1789-1795), Paris, Société Française d'Éditions d'Art, 1903.
- Les Arts et les artistes pendant la période révolutionnaire (1789-1795), préface par Anatole France, Paris, Société d'Éditions Littéraires et Artistiques, 1906(?).
- Ce que je tiens à dire : un demi-siècle de choses vues et entendues, Paris, Ollendorff, [1912]